# Tătărăștii de Sus (gmina)
Tătărăștii de Sus – gmina w Rumunii, w okręgu Teleorman. Obejmuje miejscowości Dobreni, Tătărăștii de Sus i Udupu. W 2011 roku liczyła 3197 mieszkańców. 